# Boire Torse
Pour les articles homonymes, voir Boire (homonymie).

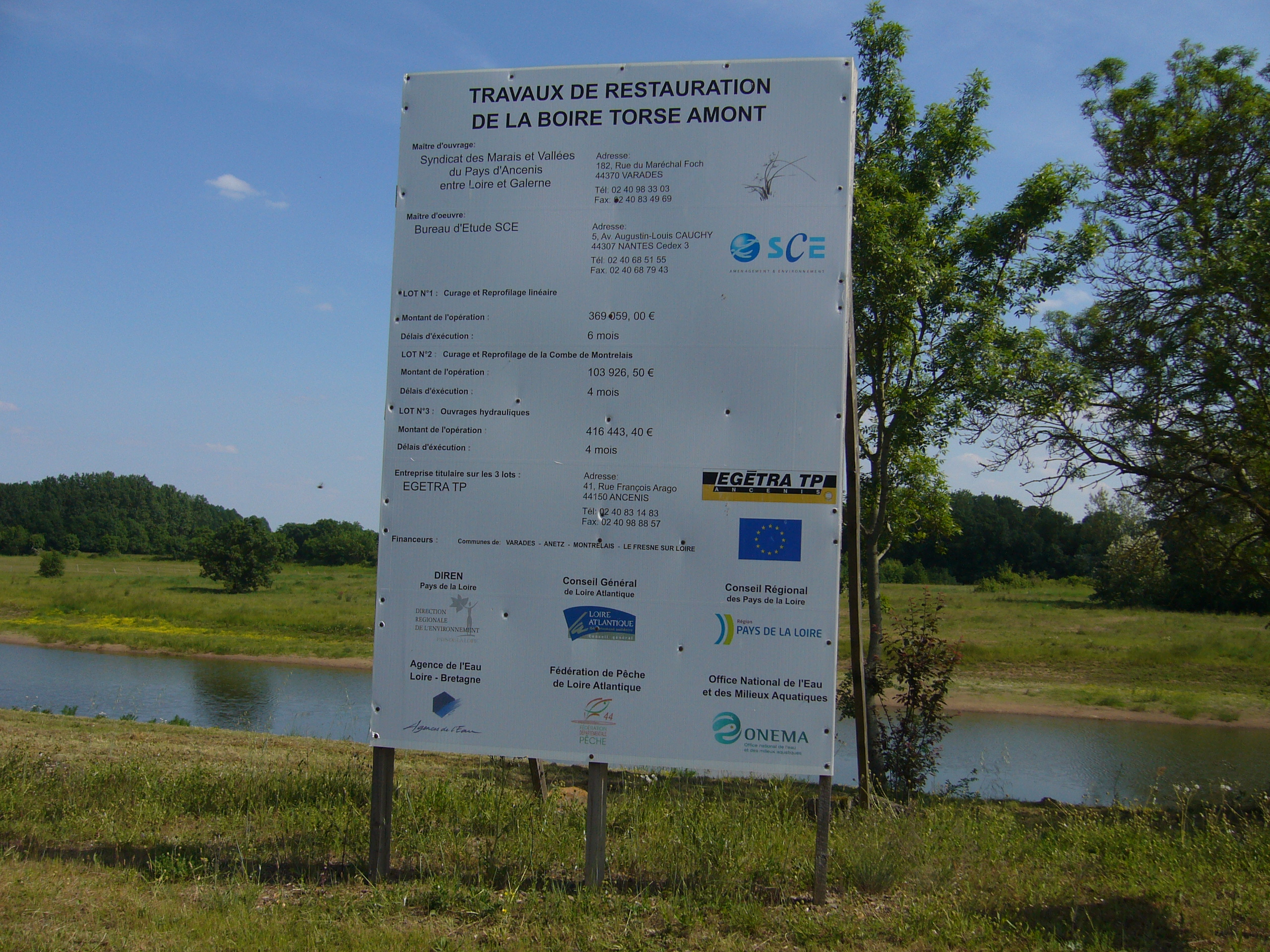
Travaux de restauration de la boire Torse, s'écoulant en arrière-plan, secteur amont de Montrelais à Varades.

La boire Torse est un ancien bras de la Loire situé sur la rive droite du fleuve. Cette boire s'étend sur 17 km depuis Le Fresne-sur-Loire en amont jusqu'à Anetz pour son extrémité aval. La Boire Torse passe sur le territoire communal de Montrelais et de Varades.

## Description
La boire Torse, est un ancien bras mort de la Loire. En gallo, une boire (bouère en angevin) est un ancien bras mort de la Loire. Avec le temps, ce bras s'est ensablé en amont et envasé en aval. En période de crues, la boire Torse déborde sur les berges et terrains environnants formant, sur ces prairies naturelles inondables, un milieu propice au développement de nombreuses espèces.
La boire longe également du côté d'Anetz, des coteaux schisteux, le long duquel, serpente un chemin longeant autrefois la rive du fleuve et qui devait être une ancienne voie de communication importante au Moyen Âge avant la réalisation de la grande route de Nantes à Angers en direction de Paris. Ce chemin de la Boire Torse correspond au tracé d'une ancienne voie romaine reliant la région romaine lyonnaise à la région romaine armorique et qui traversait le bourg d'Anetz.  Il est prévu d'en faire un sentier de découverte.[réf. nécessaire]
Cet ancien bras de la Loire est aujourd'hui en partie ensablé en amont et envasé en aval. Un programme de restauration et de réhabilitation est engagé depuis quelques années, par le Conseil général de la Loire-Atlantique et la région des Pays de la Loire, afin de désensabler et permettre la réintroduction de l'eau en aval et en amont du boire Torse.
Des arguments hydrologiques et archéologiques font penser que la Boire Torse n'a pas d'origine naturelle mais qu'il s'agit probablement d'un ancien canal, creusé durant le XIIe siècle.

## Biodiversité
Oiseaux
Râle des genêts, canard souchet, canard col-vert, vanneau huppé, 
Poissons
Anguille, brochet, perche, 
Flore
Fritilaire pintade, renoncule sardonie, jonc fleuri, 

## Protection
La boire Torse, est une zone protégée pour sa biodiversité. Elle est classée en ZNIEFF (Zone naturelle d'intérêt écologique, faunistique et floristique). Elle est classée zone importante pour la conservation des oiseaux. Elle est un site Natura 2000 ainsi qu'une zone de frai (ponte des œufs).

## Littérature
L'écrivain angevin Hervé Bazin a écrit son roman "Au nom du fils" en s'inspirant du paysage et de la maison familiale située entre la boire Torse et la Loire, au lieu-dit Les Cosniers.

## Monuments
Le palais Briau, édifié sur la commune de Varades, est entouré d'un parc qui offre une perspective directe sur la boire Torse, et au-delà sur l'abbaye de Saint-Florent-le-Vieil située en Anjou, sur les hauteurs de la rive sud de la Loire.

## Homonymie
Il y a également une boire Torse à Saumur.